# مدينة تورينو الحضرية
مدينة تورينو الحضرية ((بالإيطالية: Città metropolitana di Torino)‏ ، بالبييمونتية : Sità metropolitan-a 'd Turin) هي مدينة حضرية في منطقة بيمنتة بإيطاليا. عاصمتها مدينة تورينو. حلت محل مقاطعة تورينو وتضم مدينة تورينو و311 بلدية أخرى (كومونا). تم إنشاؤه من خلال إصلاح السلطات المحلية (القانون 142/1990) وأنشأ بموجب القانون 56/2014. تعمل رسميًا منذ 1 يناير 2015.
يترأس مدينة تورينو العمدة (بالإيطالية: sindaco metropolitano)‏ والمجلس الحضري (بالإيطالية: consiglio metropolitano)‏. منذ 5 يونيو 2016 ، شغلت كيارا أبيندينو منصب عمدة العاصمة خلفًا لبييرو فاسينو ‏. أكبر مدينة متروبوليتان في إيطاليا، وهي الوحيدة التي تقع على حدود دولة أجنبية، وهي فرنسا.

## المنطقة الحضرية
تبلغ مساحتها 6,827 كيلومتر مربع (2,636 ميل2)، ويبلغ إجمالي عدد سكانها 2،211،114. يوجد 312 كومونا في المنطقة الحضرية  – أكثر من أي مقاطعة أو مدينة حضرية في إيطاليا. المقاطعة التي بها ثاني أكبر عدد من البلديات هي كونيو بعدد 250.

## البلديات
هناك 118 بلدية (كومونا) في المدينة الكبرى. أكبر عدد من السكان  هم:
| مدينة           | سكان    |
| --------------- | ------- |
| تورينو          | 886،837 |
| مونكالييري      | 57،530  |
| كوليجنو         | 49،674  |
| ريفولي          | 48،798  |
| نيكيلينو        | 48،048  |
| سيتيمو تورينيزي | 47،485  |
| غرولياسكو       | 37،944  |
| كيري            | 36،742  |
| بينيرولو        | 35،970  |
| فيناريا ريالي   | 34،034  |